# District de Longwan
Le district de Longwan (龙湾区 ; pinyin : Lóngwān Qū) est une subdivision administrative de la province du Zhejiang en Chine. Il est placé sous la juridiction de la ville-préfecture de Wenzhou.

## Jumelage
Le District de Longwan est jumelé depuis 2015 avec la commune d'Ermont (Val-d'Oise).